# Clareamento anal

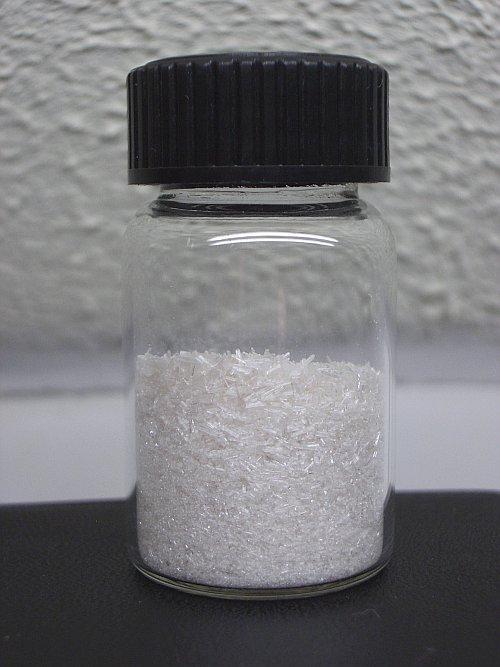
Cristais de hidroquinona

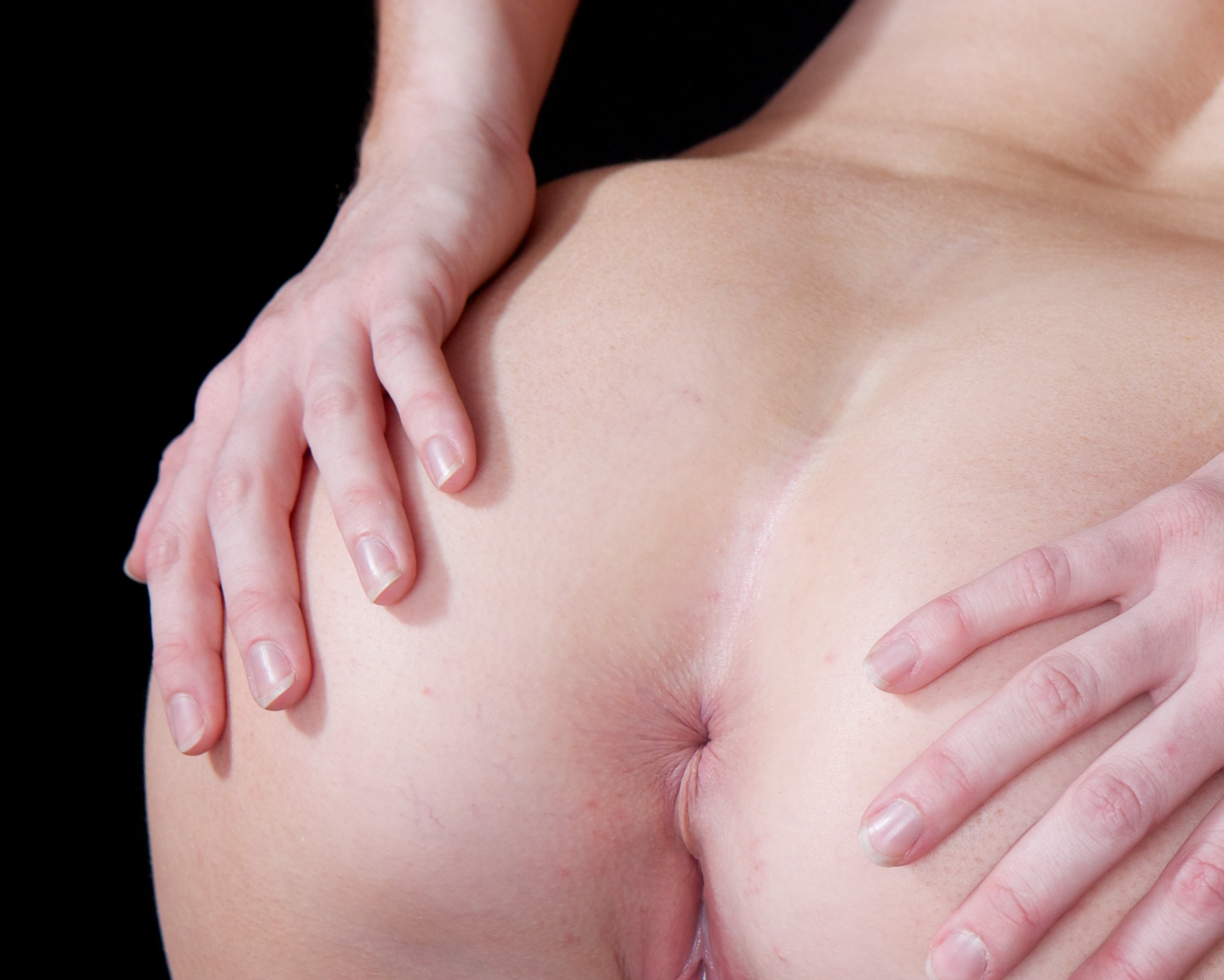
Um ânus após o procedimento de branqueamento anal

O clareamento anal é uma técnica para clareamento da pele que circunda o ânus para fins estéticos. Esta modificação corporal também pode ser utilizada em outras partes do corpo humano. O procedimento é muito utilizado por artistas do circuito pornô.
A atriz pornô Tabitha Stevens admitiu, em um episódio do The Howard Stern Show, ter se submetido a este procedimento.
O princípio ativo do produto é a hidroquinona, um composto despigmentante que atua nas células produtoras de melanina bloqueando a produção dessa substância que é responsável pela coloração da pele. Entretanto, a hidroquinona é uma substância suspeita de ser carcinógena e banida em diversos países.